# Battaglia di Ekeren
La battaglia di Ekeren ebbe luogo nel corso della guerra di successione spagnola. I francesi accerchiarono le forze olandesi che per poco non rischiarono la distruzione totale del loro contingente. Questa battaglia pose fine alle speranze di una decisiva vittoria degli alleati della Grande Alleanza nei Paesi Bassi sapagnoli nel 1703.

## Antefatto
Dopo la presa di Bonn il 15 maggio, il duca di Marlborough era ora intenzionato a conquistare Ostenda, Anversa o comunque costringere i francesi a combattere una battaglia in campo aperto. Egli ordinò pertanto al generale olandese Coehoorn di marciare verso Ostenda e di porvi assedio. Il generale olandese van Sparre avrebbe marciato a sud-est verso Anversa, mentre il generale olandese Obdam si sarebbe diverso a sud verso Bergen op Zoom, e Marlborough stesso avrebbe marciato verso Lier.
Le Province Unite, ad ogni modo, non vedevano di buon occhio l'idea di aprire i porti di Anversa e Ostenda al commercio inglese per la competizione tra i due mercati. Per questo motivo, Coehoorn non assediò Ostenda, ma si dedicò invece a saccheggiare la campagna tra Ostenda ed Anversa.
Obdam marciò il 28 giugno da Bergen op Zoom verso Anversa, giungendo il giorno successivo ad Ekeren, a sette chilometri da Anversa.
Villeroy non venne fuorviato dalle manovre divisionarie del duca di Marlborough ed inviò tutte le sue truppe da Diest ad Anversa per proteggere la città. Dopo aver avuto notizia di ciò, il duca di Marlborough tentò di avvisare Obdam, ordinandogli di ritirarsi verso Lillo, ma era ormai troppo tardi.

## La battaglia
Nelle prime ore della mattinata del 30 giugno, i dragoni francesi marciarono da Merksem e Ekeren in direzione di Kapellen per tagliare la fuga presso Hoevenen agli olandesi di ritorno a Breda ed a Bergen op Zoom. Il marchese di Bedmar e le sue truppe spagnole vennero posizionate presso Wilmarsdonk. Questo assicurò il completo accerchiamento delle forze olandesi con forze di portata superiore.
Gli olandesi scoprirono ben presto le posizioni francesi ed Obdam immediatamente inviò la sua cavalleria a Hoevenen, ma era ormai tropo tardi, ed il villaggio era caduto nelle mani delle truppe nemiche. Anche il tentativo di conquistare il vicino villaggio di Muisbroek fallì. I francesi a questo punto attaccarono, e Obdam tentò di prendere Oorderen, attacco che ebbe un successo effimero in quanto i francesi ripresero il villaggio poco dopo.
I combattimenti perdurarono per l'intera giornata. Slangenburg decise di tentare di attaccare Oorderen, questa volta con una carica di baionetta a sorpresa guidata dal barone Friesheim. Friesheim inviò i suoi uomini ad apparire dove meno i francesi si aspettavano ed il successo di quest'azione permise al resto delle truppe olandesi di ritirarsi verso i Paesi Bassi.

## Conseguenze

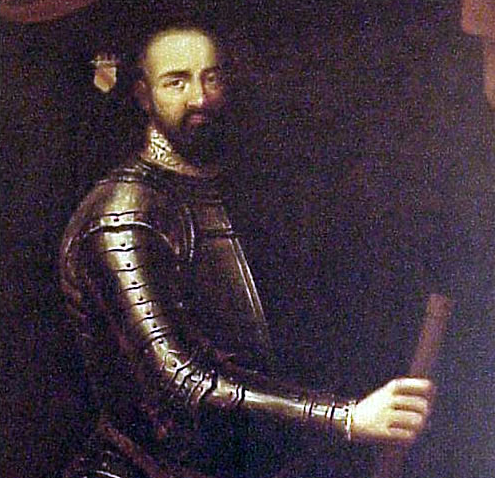
Il generale Slangenburg

La battaglia risultò una vittoria per i francesi, ma Boufflers anziché venire celebrato venne pesantemente criticato per essersi lasciato scappare l'opportunità di poter conseguire una vittoria totale dalle dita.
Obdam sopravvisse alla battaglia e nel pomeriggio della stessa scappò con trenta cavalieri, travestitisi da soldati francesi. Il suo comportamento non venne dimenticato facilmente dai militari olandesi e la sua carriera ne uscì distrutta.
Slangenburg, per parte sua, venne acclamato come un vero eroe dagli olandesi, ma non mancò di essere furioso nei confronti del duca di Marlborough, che non aveva fatto nulla per venire incontro agli olandesi.
Gli olandesi persero sul campo 1 717 uomini ed ebbero 1 003 feriti, oltre a 694 prigionieri di guerra o dispersi.
 I francesi e gli spagnoli persero 1 750 uomini.